# Ypäjä
Ypäjä est une municipalité du sud-ouest de la Finlande, dans la région du Kanta-Häme. Historiquement, elle marquait la frontière entre la Finlande du Sud-Ouest et le Häme.

## Géographie
Ypäjä est largement agricole et plus proche géographiquement de Loimaa (15 km) que de Forssa (23 km) - elle est d'ailleurs tiraillée entre l'influence des deux villes et des deux régions.
Ypäjä est connue pour être la capitale autoproclamée du cheval en Finlande: Elle abrite en effet le principal institut d'équitation du pays et un centre de recherche équine.
Elle abrite aussi une importante compétition internationale annuelle (Finnderby).
Le village central de la municipalité se situe à 74 km de Turku, 96 km de Tampere et 132 km d'Helsinki. La  route nationale 10 passe par Ypäjä. Il est traversé par la rivière Loimijoki. La commune est bordée par les municipalités de Loimaa, Jokioinen, Humppila et Somero

## Démographie
Depuis 1980, la démographie d'Ypäjä a évolué comme suit,:
| Année      | 1980  | 1985  | 1990  | 1995  | 2000  | 2005  |
| ---------- | ----- | ----- | ----- | ----- | ----- | ----- |
| population | 2 950 | 2 829 | 2 801 | 2 748 | 2 735 | 2 678 |

| Année      | 2010  | 2015  | 2020  |
| ---------- | ----- | ----- | ----- |
| population | 2 565 | 2 411 | 2 343 |

## Transports
Au XXIe siècle, les principaux axes routiers de la municipalité sont la route nationale 10 menant de Turku à Hämeenlinna, qui traverse la partie sud de la commune, et la route régionale 213.
Ypäjä est aussi traversée par les routes de liaison 2805, 2812 et 2815.
Les distances entre le village d'Ypäjä et les villes voisines et les plus grands centres du sud de la Finlande:
- Loimaa 15 km
- Forssa 23 km
- Turku 74 km
- Hämeenlinna 77 km
- Tampere 96 km
- Helsinki 132 km

## Administration

### Conseil municipal
Les 27 conseillers municipaux sont répartis comme suit:
| Parti    | Parti                              | Sièges 2021–2025 |
| -------- | ---------------------------------- | ---------------- |
|          | Parti social-démocrate de Finlande | 3                |
|          | Vrais Finlandais                   | 1                |
|          | Parti de la Coalition nationale    | 7                |
|          | Parti du centre                    | 8                |
|          | Ligue verte                        | 1                |
| Sources: |                                    |                  |

### Subdivisions
Ypäjä se compose de trois subdivisions administratives qui sont le village-église d'Ypäjä, Ypäjänkylä et Levä-Palikkala.
Ypäjä compte sept villages:
- Kartanonkylä
- Levä
- Manninen
- Palikkala
- Perttula
- Varsanoja
- Ypäjänkylä

## Personnalités
- Lyyli Aalto (1916–1990), député
- Uno Harva (1882–1949), théologien

## Galerie

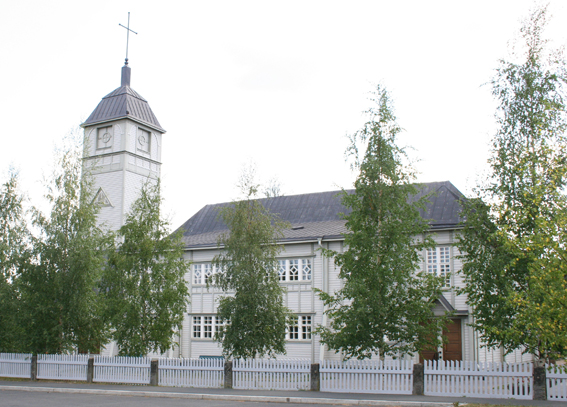
Église d'Ypäjä.
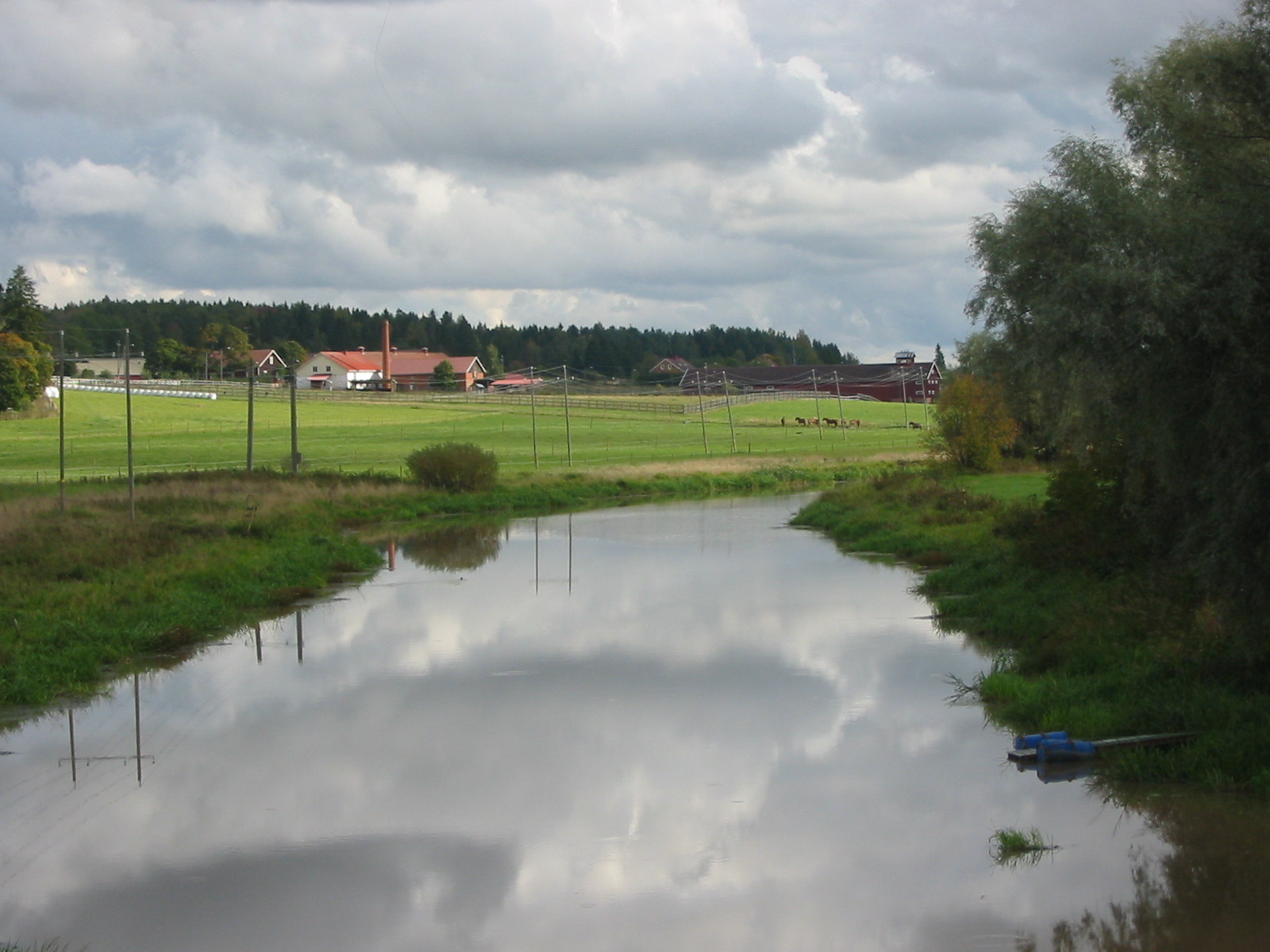
La Rivière Loimijoki vu du pont Kurjensilta à Ypäjä.
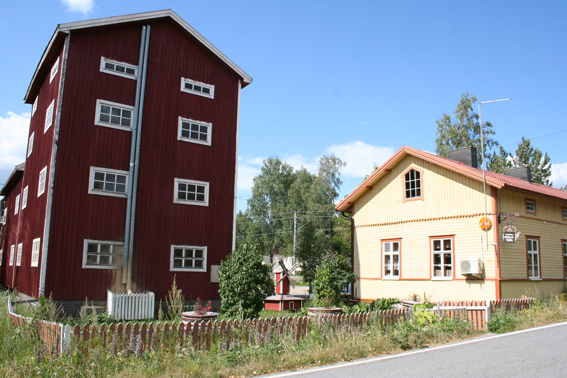
Le moulin.
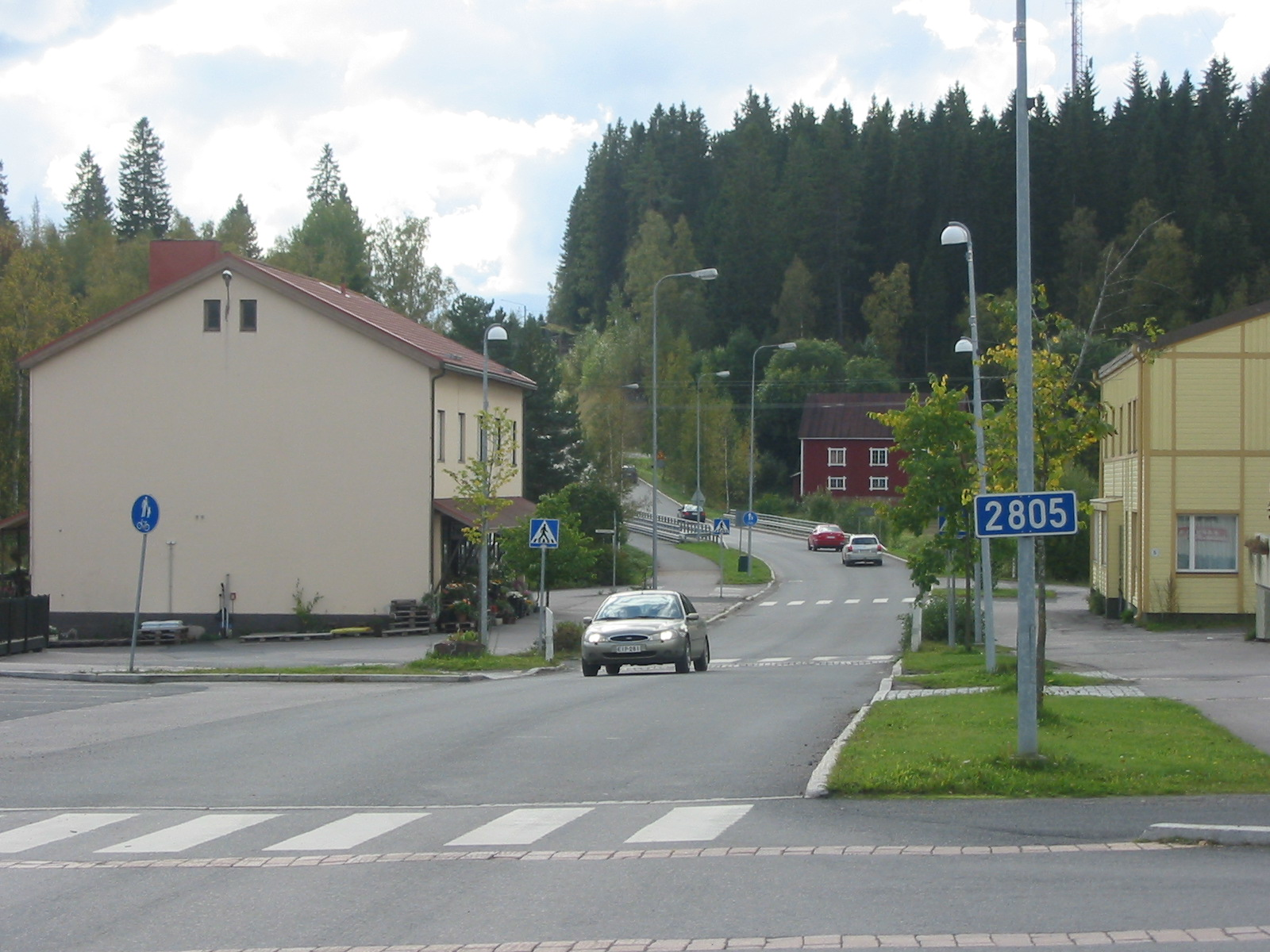
Le centre d'Ypäjä.
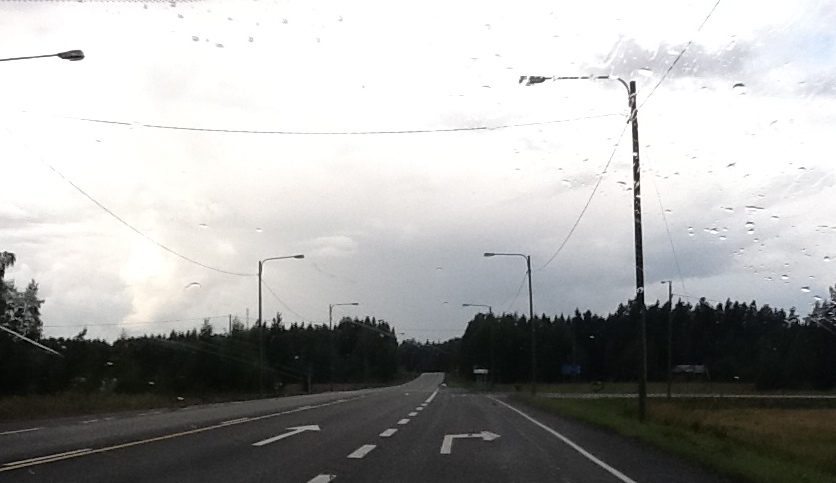
la valtatie 10 à Ypäjä.
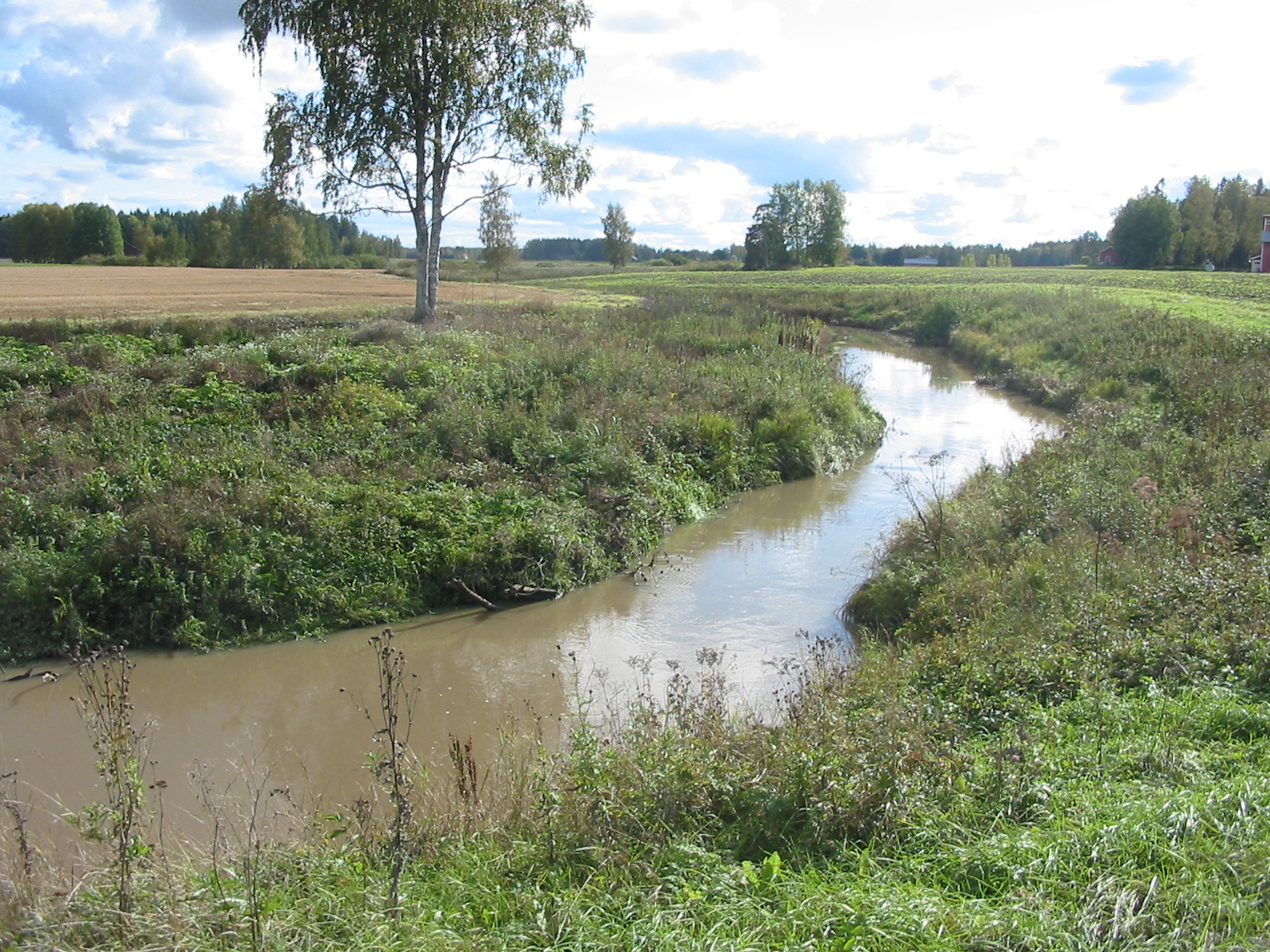
La rivière Kuusjoki.
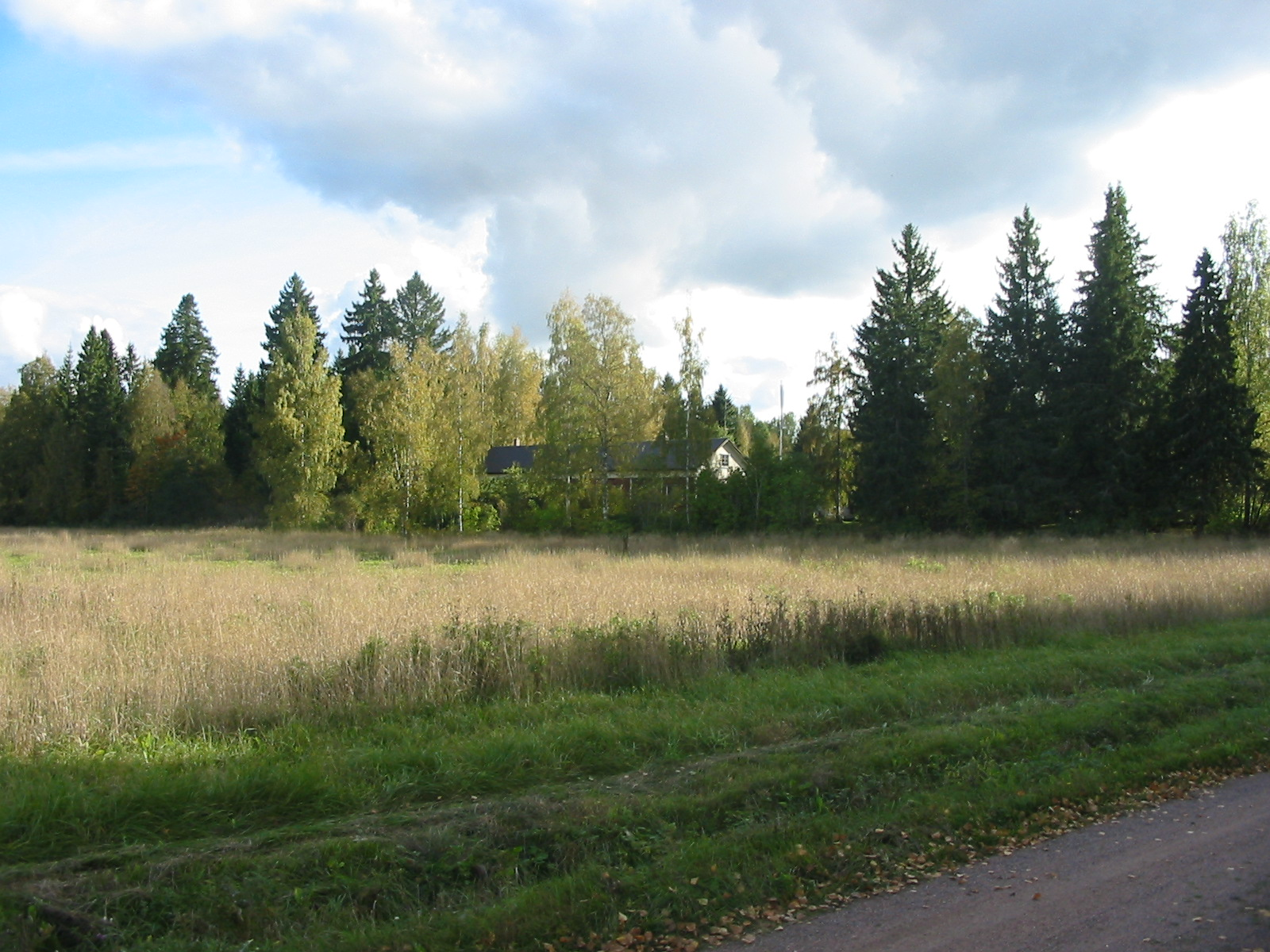
Tepon talo.